# Kim Woo-Min
Kim Woo-Min (en coreano: 김우민; Busan, 24 de agosto de 2001) es un deportista surcoreano que compite en natación, especialista en el estilo libre.
Participó en dos Juegos Olímpicos de Verano, obteniendo una medalla de bronce en París 2024, en la prueba de 400 m libre, y el decimotercer lugar en Tokio 2020, en la prueba de 4 × 200 m libre.
Ganó tres medallas en el Campeonato Mundial de Natación, en los años 2024 y 2025.

## Palmarés internacional
| Juegos Olímpicos   | Juegos Olímpicos    | Juegos Olímpicos  | Juegos Olímpicos |
| Año                | Lugar               | Medalla           | Prueba           |
| ------------------ | ------------------- | ----------------- | ---------------- |
| 2024               | París (Francia)     | Medalla de bronce | 400 m libre      |
| Campeonato Mundial |                     |                   |                  |
| Año                | Lugar               | Medalla           | Prueba           |
| 2024               | Doha (Catar)        | Medalla de oro    | 400 m libre      |
| 2024               | Doha (Catar)        | Medalla de plata  | 4 × 200 m libre  |
| 2025               | Singapur (Singapur) | Medalla de bronce | 400 m libre      |